# Осада Томы
Осада Томы (англ. Siege of Toma) на острове Новая Померания (ныне Новая Британия) 14—17 сентября 1914 года была завершающим эпизодом оккупации Германской Новой Гвинеи австралийским экспедиционным корпусом. Австралийские войска были отправлены для захвата и уничтожения немецких беспроводных радиостанций в юго-западной части Тихого океана, так как те использовались германской Восточно-Азиатской крейсерской эскадрой вице-адмирала Максимилиана фон Шпее, угрожавшей торговому судоходству в регионе. В конечном итоге германское колониальное правительство было вынуждено сдаться, и боевые действия на территории Новой Британии закончились.

## Ход событий
После Битвы при Бите Паке немцы отступили на 31 км в Тому, в надежде восстановить силы до прихода австралийцев. Преследовавшая их передовая группа из 200 австралийцев окружила город и обстреливала его из 12-и фунтовой пушки в течение всей осады. Помимо этого пришедший австралийский крейсер "Энкаунтер" произвёл несколько выстрелов по хребту.
Немецкий губернатор, Эдвард Хабер, знал, что столь малыми силами город не удержать, однако он надеялся на скорое прибытие Германской Восточно-Азиатской крейсерской эскадры, которая так и не пришла.
Но после того, как австралийские силы показали свою мощь,17 сентября Хабер садится за стол переговоров.
По итогам переговоров колония переходила в руки австралийцам, а гарнизон сдался в плен.
Хаберу было разрешено вернуться в Германию, а немецким гражданским лицам было разрешено остаться, но в том случае, если они согласились придерживаться нейтралитета, а те, кто отказался, были отправлены в Германию.